# Digitaria tenuifolia
Digitaria tenuifolia är en gräsart som beskrevs av Paul Goetghebeur. Digitaria tenuifolia ingår i släktet fingerhirser, och familjen gräs. Inga underarter finns listade i Catalogue of Life.